# Centrale thermique d'Elektrėnai
La centrale thermique d'Elektrėnai est une centrale thermique en Lituanie.